# 金子志乃
金子 志乃（かねこ しの、1983年7月10日 - ）は、群馬県出身の女性お菓子系アイドル。血液型A型。2004年時点で身長156 cm、スリーサイズB88W60H88。ただし1999年時点では身長153.5 cm、B79W57H82。

## 来歴
中学在学中の1998年、テレビ東京『えびたい』にレギュラー出演。その後も同局深夜番組への出演を続ける一方でお菓子系雑誌のグラビアでも活動。1999年、ファースト写真集『想瞬』発売。なお、『想瞬』はその発売から半年後に施行された児童ポルノ法に対する自粛から絶版となった。同写真集はヌードなどを含まない一般的なお菓子系写真集であるものの、児童ポルノ法施行当時はグラビア業界全体が同法の適用範囲を図りかねていたために、過敏とも思われる判断で絶版に至ったとされる。このため、絶版から数年間は中古市場やオークションなどで極めて高い値で取り引きされる現象が見られた。
1999年後半からは一般青年誌のグラビアにも進出。2001年初頭に発売されたイメージDVD『金魚姫』以降は活動がみられなくなったが、2004年にはテレビ神奈川の番組で伊東百合香・佐野夏芽・はちや真代と「新湘南ミルキーズ」というユニットを組んでいる。
スパイスという事務所に一時期所属していたが、現在は同社のウェブサイト上に名前が見られないことから、何らかの事情で退所したものと思われる。

## 出演

### バラエティ
- えびたい - レギュラー（1998年4月 - 12月、テレビ東京）
- Face 4/4 - レギュラー（1999年1月 - 3月、テレビ東京）
- 男前 - レギュラー（1999年4月 - 9月、テレビ東京）
- 湘南バンクTV! 新湘南ミルキーズ - レギュラー（2004年4月 - 、テレビ神奈川）

### イメージビデオ
- 金子志乃15歳 旋律〜Melody〜（1999年、バウハウス）
- 金魚姫（2001年、ぶんか社）

### 映画
- 死国（1999年）

## 書籍

### 写真集
- 想瞬（1999年、バウハウス） - 中学在学中に撮影
- Parade（2000年、桜桃書房）- 栗田しのぶ、那由多遥とのジョイント作品

### 雑誌
- 週刊プレイボーイ 10月5日号（1999年、集英社）
- ヤングマガジン アッパーズ 11月2日号（1999年、講談社）